# Лодж, Джон Дэвис
Джон Дэвис Лодж (англ. John Davis Lodge; 20 октября 1903 — 29 октября 1985) — американский актёр, впоследствии — политик. 79-й губернатор штата Коннектикут (1951—1955), посол США в Испании, Аргентине и Швейцарии.

## Ранние годы
Джон Лодж родился в Вашингтоне, округ Колумбия. Его отцом был поэт Джордж Кэбот Лодж, по линии которого он был внуком сенатора Генри Кэбота Лоджа-старшего, праправнуком сенатора Илии Х. Миллса и прапраправнуком сенатора Джорджа Кэбота. Со стороны матери — Матильды Элизабет Дэвис Фрилингхизен — Лодж был праправнуком сенатора Джона Дэвиса. У него был брат Генри Кэбот Лодж-младший (также ставший политиком) и сестра баронесса Елена Лодж де Стрил.
В 1925 году Джон Лодж окончил Гарвард-колледж, где он был членом клуба Fox. В 1929 году он окончил юридический факультет Гарвардского университета. В 1932 году он выдержал юридический экзамен в Нью-Йорке и затем начал там же адвокатскую практику.

## Карьера

### Актёрская карьера
В 1930-е годы после короткой карьеры адвоката Лодж стал актёром кино и театра и появился в главных ролях в нескольких заметных театральных постановках и голливудских фильмах.
Его актёрская карьера продолжалась с 1933 по 1942 годы. Он снялся в таких фильмах, как «Маленькие женщины» и «Маленький полковник» (в котором сыграл отца героини Ширли Темпл). Был партнёром Марлен Дитрих в фильме «Распутная императрица». Лодж появился в нескольких фильмах производства Франции и Великобритании. В 1937 году сыграл роль Хью «Бульдога» Драммонда в английском фильме «Бульдог Драммонд в заливе». Свободно владея французским языком, он снялся в фильмах Мориса Турнёра Koenigsmark (1935) и Макса Офюльса «От Майерлинга до Сараево» (1940), в котором он сыграл роль эрцгерцога Франца Фердинанда. В 1941 году, после возвращения в Соединённые Штаты, он появился в нескольких бродвейских постановках, в том числе в пьесе Лилиан Хеллман «Стража на Рейне».

### Военная карьера
Лодж служил в ВМС США в звании лейтенанта и лейтенанта-коммандера с августа 1942 по январь 1946 годов. Он был офицером связи между французскими и американскими флотами. Награждён орденом Почётного легиона и Военным крестом, который ему вручил Шарль де Голль. После войны занимался научно-исследовательской работой в области экономики. Ушёл из ВМС США в 1966 году в звании капитана 1-го ранга.

### Политическая карьера
В 1947—1951 годах Лодж был членом конгресса США от штата Коннектикут от Республиканской партии. С 1951 по 1955 годы занимал должность губернатором штата Коннектикут. В 1952 и 1960 годах был делегатом от штата Коннектикут на Национальном съезде Республиканской партии.
С января 1955 года по январь 1961 года Лодж служил послом США в Испании. В 1963—1964 годах был президентом некоммерческой организации Junior Achievement, Inc. В 1964 году предпринял неудачную попытку баллотировался на пост сенатора США от штата Коннектикут. В 1964—1969 годах был председателем комитета научно-исследовательского института внешней политики университета Пенсильвании. С 1969 по 1974 годы был послом США в Аргентине, а в 1983 году — в Швейцарии.

## Личная жизнь
6 июля 1929 года Лодж женился на актрисе и балерине Франческе Брагиотти, вместе с которой снимался в фильме 1938 года «Сегодня в одиннадцать». У пары было две дочери Лили и Беатрис. Долгие годы он жил в городе Уэстпорт (штат Коннектикут).
Лодж умер 29 октября 1985 года в Нью-Йорке, похоронен на Арлингтонском национальном кладбище.

## Фильмография
| Год  |   | Русское название          | Оригинальное название   | Роль                     |
| ---- | - | ------------------------- | ----------------------- | ------------------------ |
| 1933 | ф | Обвиняемая                | The Woman Accused       | доктор Симпсон           |
| 1933 | ф | Убийцы в зоопарке         | Murders in the Zoo      | Роджер Хьюитт            |
| 1933 | ф | —                         | Under the Tonto Rim     | Джо Гилберт              |
| 1933 | ф | Маленькие женщины         | Little Women            | Брук                     |
| 1934 | ф | Распутная императрица     | The Scarlet Empress     | граф Алексей             |
| 1934 | ф | —                         | Menace                  | Рональд Кавендиш         |
| 1935 | ф | Маленький полковник       | The Little Colonel      | Джек Шерман              |
| 1935 | ф | —                         | Königsmark              | великий герцог Фредерик  |
| 1936 | ф | —                         | Ourselves Alone         | окружной инспектор Хэнни |
| 1936 | ф | Десятый человек           | The Tenth Man           | Джордж Уинтер            |
| 1936 | ф | Сенсация                  | Sensation               | Пэт Хестон               |
| 1937 | ф | Бульдог Драммонд в заливе | Bulldog Drummond at Bay | Хью «Бульдог» Драммонд   |
| 1938 | ф | Выходной день в банке     | Bank Holiday            | Стивен Ховард            |
| 1938 | ф | —                         | Stasera alle undici     | Джек Моррис              |
| 1938 | ф | Совсем как женщина        | Just Like a Woman       | Тони Уолш                |
| 1938 | ф | —                         | Queer Cargo             | капитан Харли            |
| 1938 | ф | Премьера                  | Premiere                | инспектор Боннар         |
| 1938 | ф | —                         | Lightning Conductor     | Андерсон                 |
| 1939 | ф | —                         | Batticuore              | лорд Джерри Дансбери     |
| 1939 | ф | Белые рабыни              | L'esclave blanche       | Видад Бей                |
| 1940 | ф | От Майерлинга до Сараево  | De Mayerling à Sarajevo | Франц Фердинанд          |